# Lee Clark
Lee Robert Clark (Wallsend, 27 oktober 1972) is een Engels voormalig betaald voetballer die doorgaans als rechtsbuiten speelde. Clark speelde de meeste wedstrijden uit zijn loopbaan voor Newcastle United en Fulham. Hij was profvoetballer van 1990 tot 2006.
Na zijn carrière werd Clark trainer.

## Clubcarrière
Clark begon op jonge leeftijd naam te maken als flankspeler van Newcastle United onder leiding van coach en clubicoon Kevin Keegan. Met Keegan als coach promoveerde Clark namelijk naar de Premier League aan het einde van het seizoen 1992/93. Clark eindigde vervolgens twee maal op rij als tweede van de Premier League met Newcastle, ondanks de status van recente promovendus. Manchester United (1996 en 1997) weerhield Clark en zijn maats van het vieren van een landstitel.
Clark verkaste naar tweedeklasser Sunderland in 1997. Met Sunderland dwong hij wederom promotie af naar de Premier League, wat verwezenlijkt werd in 1999. Clark verhuisde echter naar Fulham, dat hij met de derde promotie uit zijn carrière in 2001 naar de Premier League stuwde. Hij speelde zes jaar op Craven Cottage.
In 2005 was Clark terug aan de Tyne. Newcastle United nam hem gratis over van Fulham. Clark stopte in 2006 evenals Alan Shearer met profvoetbal.

## Erelijst
Newcastle United FC
- First Division / Championship: 1992/93

 Sunderland AFC
- First Division / Championship: 1998/99

 Fulham FC
- First Division / Championship: 2000/01

## Trainerscarrière
Clark ging na zijn actieve voetbalcarrière aan de slag als trainer. Hij coachte achtereenvolgens Huddersfield Town (2008–2012), Birmingham City (2012–2014), Blackpool (2014–2015), het Schotse Kilmarnock (2016–2017), Bury (2017) en amateurclub Blyth Spartans (2019–2020). In maart 2021 werd hij aangesteld als trainer van Al-Merreikh in Soedan.